# 茄苳湖 (高雄市)
茄苳湖，是臺灣高雄市杉林區的一個傳統地域名稱，位於該區西北部。相較於今日行政區，其範圍大致為木梓里不含最北端。

## 歷史
台灣日治初期，茄苳湖地區為一（舊制）街庄，稱為「茄苳湖庄」，隸屬於楠梓仙溪東里。該庄輪廓略呈三角形西及西北與南庄、竹頭崎庄為鄰，東北及東與大坵園庄、十張犁庄為鄰，南邊為山杉林庄、溝坪庄。
1901年（日治明治三十四年）11月，全台設置二十廳，該庄隸屬於蕃薯藔廳。1903年（明治三十六年）6月，該庄編入「山杉林區」，隸屬於蕃薯藔廳。1909年（明治四十二年）10月，合併二十廳為十二廳，山杉林區改隸屬於阿緱廳。1920年（大正九年），廢十二廳改設五州二廳，該庄改制為「茄苳湖」大字，隸屬於高雄州旗山郡杉林庄（新制街庄）。
戰後杉林庄改制為杉林鄉，隸屬於高雄縣，大字亦改制為村。1950年高、屏分治，杉林鄉仍隸屬於高雄縣。2010年12月25日，因高雄縣市合併為新直轄市高雄市，杉林鄉改制為杉林區，村亦改制為里。

## 聚落
本地區發展較早的聚落有白水際、紅毛山、木主仔、噍吧淵、茄苳湖、合枋坑、田庄腳、田仔頂、大條水、木履藔、邰牛湖、蜈蜞潭等，在日治期初期的官方地圖上已有記載。

## 交通
區道高117線是金瓜寮（實際起點在茄苳湖）至口隘的道路。
區道高129線是寶隆（實際起點在大邱園）至杉林的道路。

## 學校
- 木梓國小（已廢校）